# Mary Jane (calzatura)

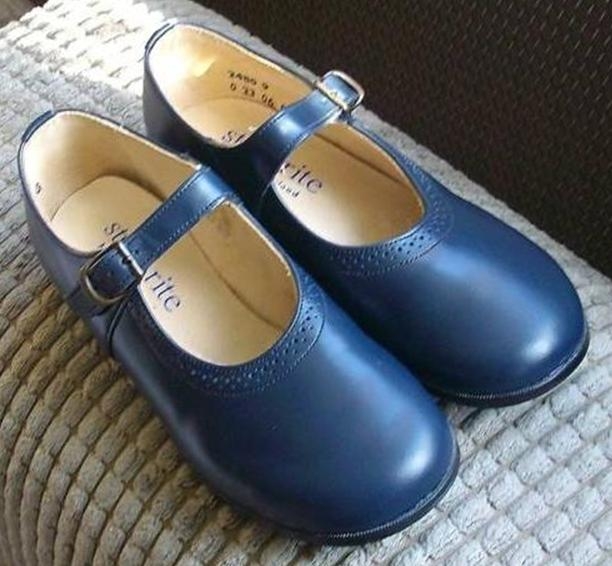
Classiche Mary Jane

Le Mary Jane sono un tipo di scarpe basse e chiuse, con uno o più cinturini che attraversano il collo del piede.
I classici modelli indossati dai bambini sono tipicamente fabbricati in pelle, possiedono un sottile cinturino che si allaccia tramite una fibbia o un bottone, tacchi bassi, suole sottili, e la punta in corrispondenza delle dita ha forma ampia e arrotondata. Vengono calzate tradizionalmente dalle ragazze con i collant o con un paio di calze, meno comunemente le usano pure i ragazzi abbinandole alle calze. Le Mary Jane si sono diffuse anche come calzature femminili per adulti, essendo costituite in questo caso da tacchi di diversa forma e altezza e con suola più spessa.

## Storia
Le scarpe per bambini che si allacciano tramite un cinturino, che si lega attraverso una fibbia o bottone, sono apparse all'inizio del XX secolo. Il nome "Mary Jane" deriva da un personaggio creato da Richard Felton Outcault, protagonista della serie a fumetti Buster Brown: Mary Jane era proprio l'amata di Buster Brown. Nella serie, pubblicata la prima volta dal New York Herald nel 1902, i due protagonisti menzionati indossano un paio di scarpe che diventeranno appunto note col nome "Mary Jane". L'industria calzaturiera Brown Shoe Company fu una delle compagnie che acquisì nel 1904 i diritti per l'utilizzo dei personaggi di Buster Brown per pubblicizzare i propri prodotti.
Originariamente indossate da entrambi i sessi, cominciarono a essere usate in modo più specifico dalle ragazze durante gli anni 1930 in Nord America e nel corso degli anni 1940 in Europa. In quegli anni apparvero al cinema ai piedi di Shirley Temple che le calzò nel film Piccola stella (1934). Durante gli anni 1920 divennero popolari pure fra le donne adulte che ne usarono delle versioni sofisticate per frequentare i locali da ballo e versioni più semplici per la vita quotidiana.
In tempi più moderni le Mary Jane, in particolare gli stili più classici, sono spesso considerate come parte integrante di un abbigliamento formale, come avviene ad esempio nel caso delle uniformi scolastiche, del vestiario per i matrimoni, o con abiti per particolari cerimonie od occasioni che richiedono una certa formalità. 

## Moda adulti

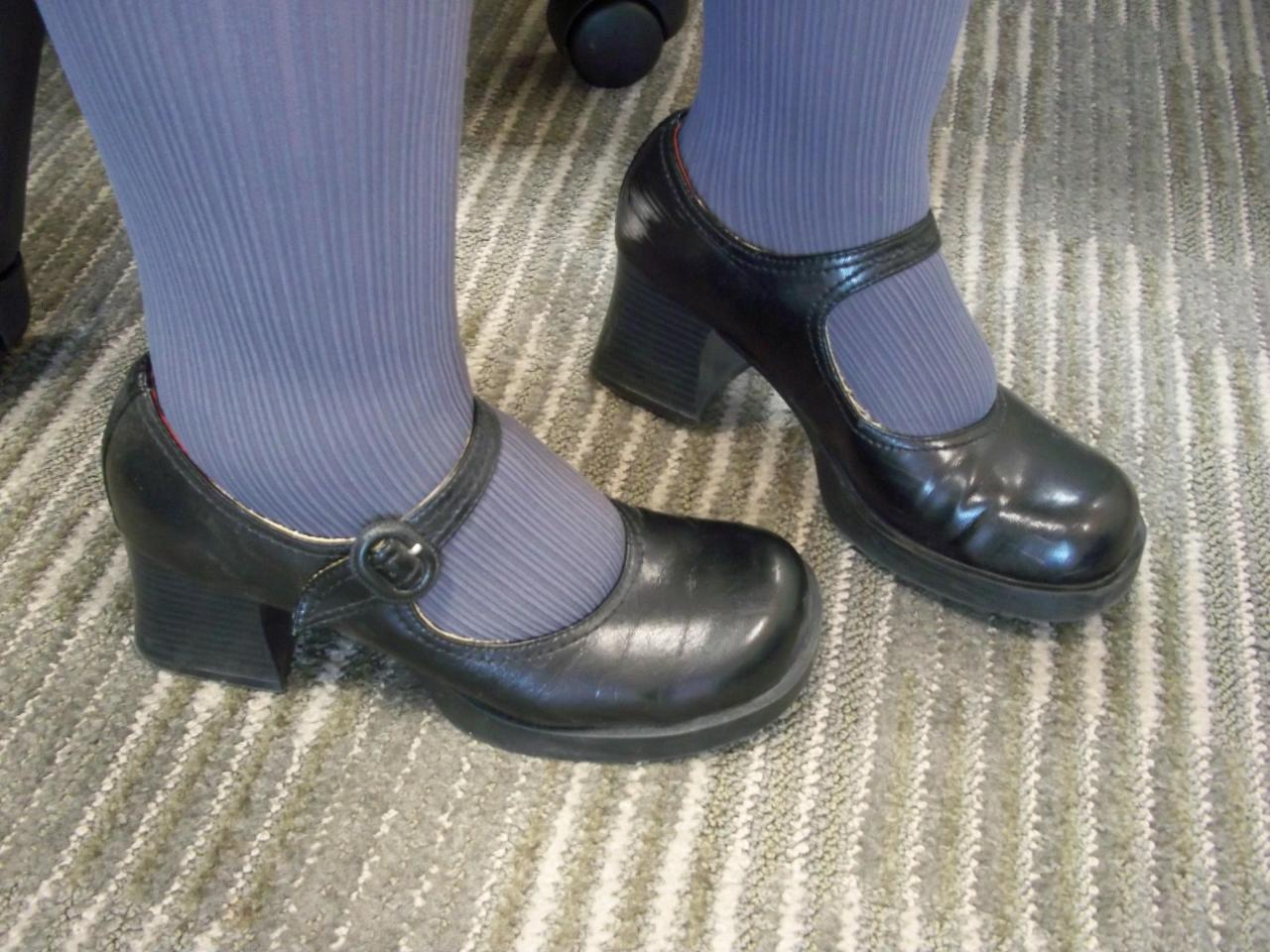
Moderne Mary Jane con grosso tacco quadrato

Nei tardi anni 1990 si sono diffuse delle Mary Jane in stile piattaforma, con suola spessa alcuni centimetri, tacchi quadrati e robusti di altezza variabile, e dotate spesso di cinturini e fibbie vistose. Questo genere di calzature è diventato popolare all'interno delle subculture punk rock, psychobilly e goth. Le Mary Jane sono popolari anche all'interno della moda kinderwhore e Lolita. Una delle artiste che ha contribuito maggiormente alla loro notorietà in quel periodo è stata la cantante Courtney Love, intenta a veicolare la propria sessualità attraverso il suo aspetto. Chi le indossa spesso accentua il proprio look portando calze o collant alti fin sopra il ginocchio e una gonna simile alla gonnellina da studentessa.
Esistono anche modelli di scarpe décolleté che ricalcano lo stile Mary Jane, con tacchi più sottili e senza la caratteristica punta ampia e arrotondata in corrispondenza delle dita, utilizzabili in abbinamento con un abbigliamento casual o più elegante.